# 臭気指数
臭気指数（しゅうきしすう）とは、臭気濃度を指数尺度のレベル表示したもの。数値の大きさの差異が感覚的強度の大きさの差異と同程度になるように臭気濃度を対数表示したものである。
悪臭防止法においては、特定悪臭物質（22種類）の濃度規制および臭気指数での規制が盛り込まれている。

## 概要
臭気指数は以下の計算式で算出される。
　N=10log(D/T)　　　N：臭気指数　　　D/T：臭気濃度
臭気濃度は、基本的には臭気物質の濃度が10倍あれば10倍、100倍あれば100倍というように、含まれる物質濃度に正比例して大きくなる数値となる。しかし、人間の感覚（知覚強度）はヴェーバー‐フェヒナーの法則より、対数関数的な増減をしているため、人間の感覚に似せた臭気指数という表示方法が臭気濃度に代わって用いられ、より直感的に数値の意味を理解できるようにしたものである。

## 測定方法
測定方法は、国が認定した臭気判定士が三点比較式臭袋法によって行う官能試験法（人間の嗅覚によって判定する）。